# Ricinoides nzerekorensis
Espèce
Ricinoides nzerekorensis est une espèce de ricinules de la famille des Ricinoididae.

## Distribution
Cette espèce est endémique de Guinée. Elle se rencontre dans la région de Nzérékoré.

## Description
Le mâle holotype mesure 8,27 mm et la femelle paratype 8,16 mm.

## Étymologie
Son nom d'espèce, composé de nzerekor et du suffixe latin -ensis, « qui vit dans, qui habite », lui a été donné en référence au lieu de sa découverte, la région de Nzérékoré.

## Publication originale
- Botero-Trujillo, Sain & Prendini, 2021 : « Systematics of the giant Ricinulei (Ricinoididae: Ricinoides) of West Africa : with descriptions of five new species and comparative morphology of the male copulatory apparatus. » Bulletin of the American Museum of Natural History, no 448, p. 1-68 (texte intégral).